# Heinrich Scheidemann
Heinrich Scheidemann, también: Henricus Scheidemann (Wöhrden, Holstein, ca. 1595-Hamburgo, 1663) fue un compositor, organista y maestro de música alemán.

## Vida
Sus primeros estudios de música los hizo con su padre, David Scheidemann, que era organista en Wöhrden y posteriormente lo fue de la iglesia de Santa Catalina (St. Katharinen) de Hamburgo. Junto con su amigo Jacob Praetorius, estudió en Ámsterdam desde 1611 hasta 1614 con el organista más importante de su época: Jan Pieterszoon Sweelinck. Los estudios de Scheidemann fueron financiados por la congregación de la iglesia de Santa Catalina. La razón de esta beca era el deseo de la iglesia de Hamburgo de que sus organistas fuesen instruidos por Sweelinck.
En 1629, Scheidemann fue nombrado organista de la iglesia de Santa Catalina, en sucesión de su padre, ejerciendo este cargo hasta su muerte. Ganó una gran reputación como virtuoso del órgano y era admirado en los círculos musicales de Hamburgo por su influencia en otros cantores y organistas. Scheidemann certificó el funcionamiento de muchos órganos del norte de Alemania. Su pupilo más importante es considerado Johann Adam Reincken, que fue su sucesor en la iglesia de Santa Catalina.
Se le considera cofundador de la escuela de órgano del norte de Alemania, que unió el estilo de Sweelinck con la tradición barroca del norte de Alemania. Se le califica además como el compositor de piezas para órgano más importante de la primera parte de siglo XVII.
Scheidemann escribió casi exclusivamente para el órgano. Entre sus obras hay preámbulos y corales para órgano, y algunas canciones y arreglos para el magníficat.
Murió en 1663 durante una epidemia de peste.